# Huangpu, Shanghai
Huangpu är ett stadsdistrikt och säte för stadsfullmäktige i Shanghai i östra Kina. Distriktet har fått sitt namn från Huangpufloden som bildar distriktets östra gräns.
Det nuvarande distriktet Huangpu är en sammanslagning av de tidigare distrikten Huangpu, Luwan och Nanshi, som alla representerade olika delar av det gamla Shanghai. Det tidigare distriktet Huangpu utgjorde kärnan i Shanghai International Settlement, den del av staden som kollektivt förvaltades av de olika västerländska fördragsmakterna. Distriktet Luwan utgjorde den östra delen av den franska koncessionen i Shanghai, medan Nanshi till huvuddelen bestod av den muromgärdade häradsätet i den kinesiska staden.

## Administrativ indelning
Huangpu är indelat i tio stadsdelsdistrikt (jiedao):
- Bansongyuanlu (半淞园路街道)
- Dapuqiao (打浦桥街道)
- Huaihaizhonglu (淮海中路街道)
- Laoximen (老西门街道)
- Nanjingdonglu (南京东路街道)
- Ruijinerlu (瑞金二路街道)
- Waitan (外滩街道)
- Wuliqiao (五里桥街道)
- Xiaodongmen (小东门街道)
- Yuyuan (豫园街道)